# Holcoglossum
Holcoglossum là một chi thực vật có hoa trong họ Lan.

## Các loài
1. Holcoglossum amesianum (Rchb.f.) Christenson - Vân Nam, Assam, Myanmar, Việt Nam, Thái Lan, Lào, Campuchia
2. Holcoglossum auriculatum Z.J.Liu, S.C.Chen & X.H.Jin - Vân Nam, Myanmar, Việt Nam, Thái Lan
3. Holcoglossum calcicola Schuit. & P.Bonnet - Lào
4. Holcoglossum flavescens (Schltr.) Z.H.Tsi - Phúc Kiến, Hồ Bắc, Tứ Xuyên, Vân Nam
5. Holcoglossum kimballianum (Rchb.f.) Garay - Vân Nam, Myanmar, Việt Nam, Thái Lan, Lào
6. Holcoglossum linearifolium Z.J.Liu, S.C.Chen & L.J.Chen - Vân Nam
7. Holcoglossum lingulatum (Aver.) Aver. - Quảng Tây, Vân Nam, Việt Nam
8. Holcoglossum nujiangense X.H.Jin & S.C.Chen - Vân Nam
9. Holcoglossum omeiense X.H.Jin & S.C.Chen - Tứ Xuyên
10. Holcoglossum quasipinifolium (Hayata) Schltr. - Taiwan
11. Holcoglossum rupestre (Hand.-Mazz.) Garay - Vân Nam
12. Holcoglossum sinicum Christenson - Vân Nam
13. Holcoglossum subulifolium (Rchb.f.) Christenson - Hải Nam, Vân Nam
14. Holcoglossum wangii Christenson - Vân Nam, Quảng Tây, Việt Nam
15. Holcoglossum weixiense X.H.Jin & S.C.Chen - Vân Nam

## Hình ảnh

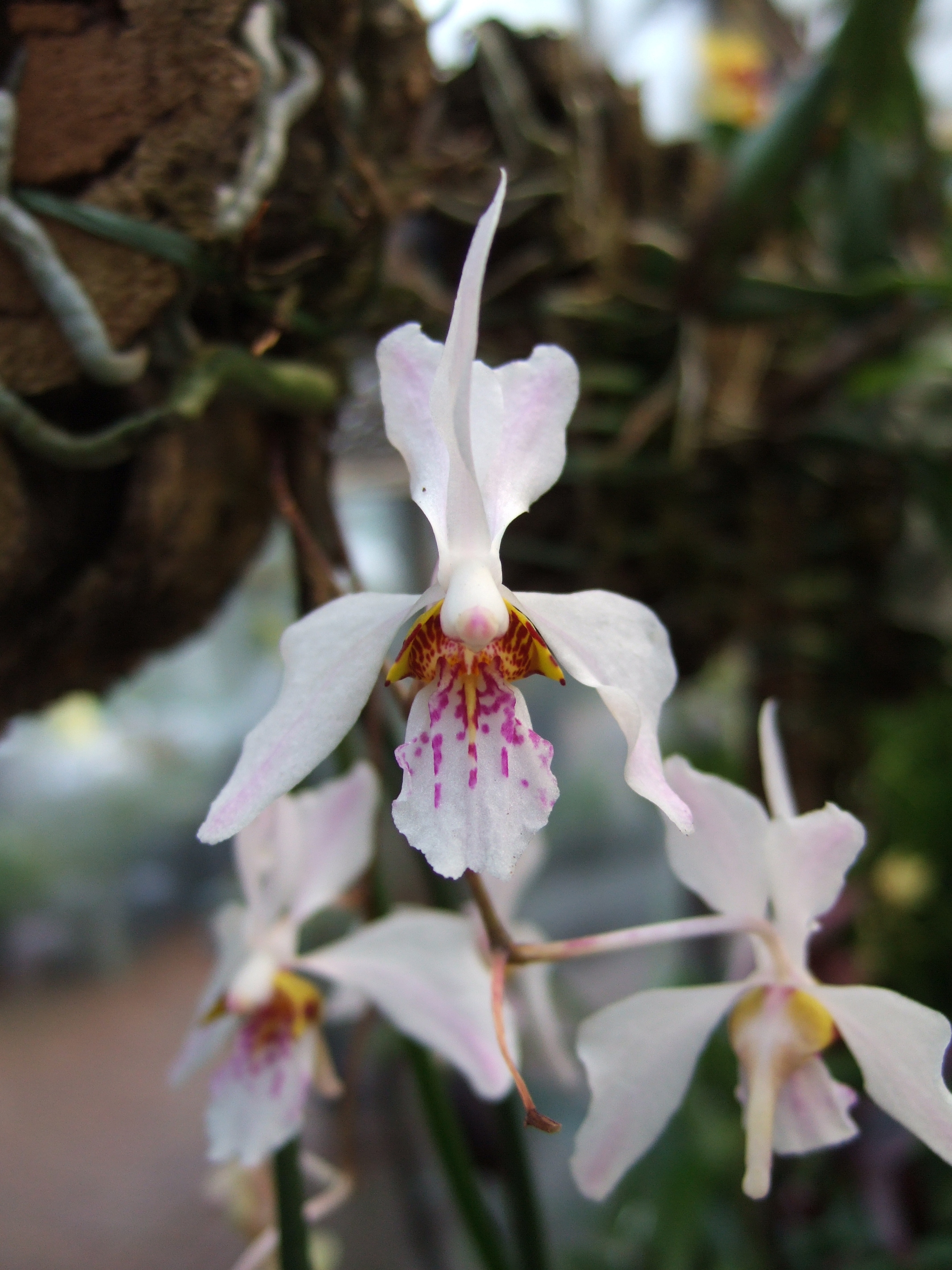
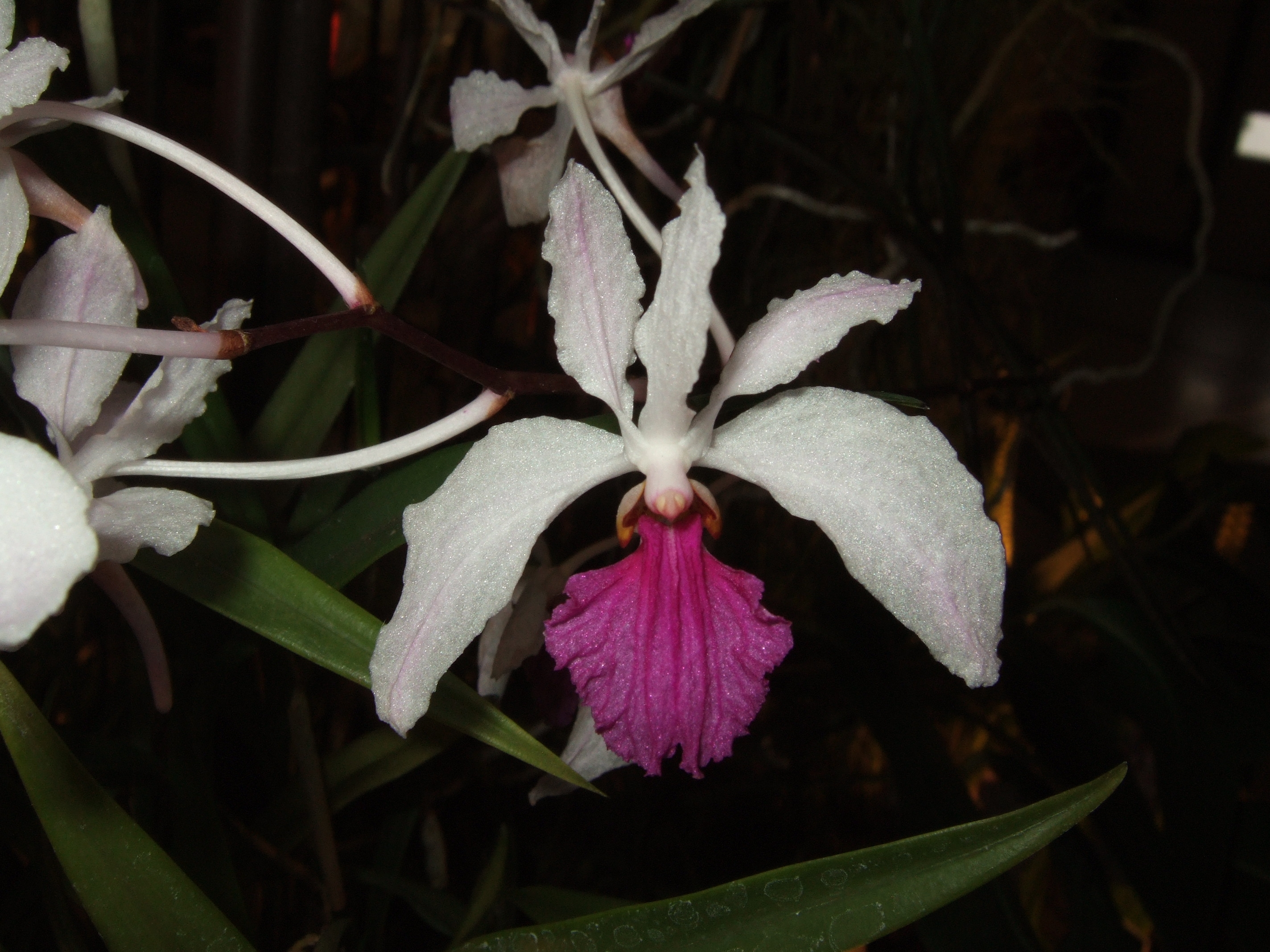